# Apypema
Apypema is een kevergeslacht uit de familie van de boktorren (Cerambycidae). De wetenschappelijke naam van het geslacht werd voor het eerst geldig gepubliceerd in 1992 door Galileo & Martins.

## Soorten
Apypema is monotypisch en omvat slechts de volgende soort:
- Apypema yara Galileo & Martins, 1992